# Cremallera (programa de televisión)
Cremallera fue un programa juvenil de televisión emitido por la cadena española Televisión española la tarde de los lunes.

## Formato
El espacio responde al clásico formato de magazine, en esta ocasión destinado a un público juvenil, con secciones dedicadas a música, deporte, reportajes, ocio, etc.

## Historia
El día 20 de agosto de 1984 comenzó la transmisión en Televisión Española. Un espacio para jóvenes que se titulaba Cremallera y duró hasta el mes de octubre, de ese mismo año acompañando a los jóvenes durante la temporada estival entre las 16:30 y 17:30 horas.
Este programa estaba dirigido por Dolores Trueba y destinado para el público de edades comprendidas entre los 15 y los 20 años, con mucho contenido realizado por gente joven o diseñados especialmente para esta franja de edad.